# Juanmi Jiménez
Juan Miguel Jiménez López, meglio conosciuto come Juanmi (Coín, 20 maggio 1993), è un calciatore spagnolo, attaccante del Getafe.

## Caratteristiche
Juanmi è una seconda punta, capace di svariare su tutto il fronte d'attacco ma che può anche fungere da centravanti di movimento. Destro naturale, è dotato di ottima tecnica, di grande velocità d'esecuzione e di uno spiccato senso del goal. Abilissimo nello smarcarsi scivolando alle spalle del diretto marcatore.

## Carriera

### Club
È il più giovane calciatore a realizzare una doppietta nella Liga (17 anni), battendo i precedenti record di Raúl e Bojan. La gara in questione è Real Saragozza-Málaga (3-5) del 12 settembre 2010 valida per la seconda giornata di campionato. Aveva già segnato una rete con il Málaga, il gol della bandiera nella partita di Coppa del Re del 13 gennaio 2010 persa per 5-1 in trasferta contro il Getafe.
Il 16 giugno 2015 viene acquistato per cinque milioni di euro dal Southampton, con cui firma un contratto quadriennale. Il 30 agosto seguente fa il suo esordio con la nuova maglia, nella partita vinta per 3-0 contro il Norwich City, subentrando a Sadio Mané all'81º minuto di gioco. Chiude la stagione con 19 presenza tra campionato e coppe, senza mai segnare.
Il 9 giugno 2016 passa al Real Sociedad, legandosi con il club spagnolo fino al 2021; sceglie di indossare la maglia numero 7.
Passa poi al Betis dal 2019 al 2023, mentre nella stagione 2023-2024, nella prima metà di stagione è in prestito all'Al-Riyadh, nella seconda è al Cadice, nella stagione 2025 ,nei primi sei mesi, è al Betis, per poi trasferirsi in prestito al Getafe.

### Nazionale
Nel 2009 debutta con la Nazionale spagnola Under-17, realizzando in totale 5 reti in 5 presenze. Nel 2011 viene chiamato per gli Europei Under 19 in corso di svolgimento in Romania, dove ottiene il suo primo trofeo con una nazionale. Juanmi gioca tutte le 5 partite della fase finale dell'Europeo, andando inoltre a segno nelle gare contro Serbia ed Irlanda in semifinale. Il 31 marzo 2015 esordisce con la Nazionale maggiore, giocando da titolare per 62º minuti in amichevole contro la Nazionale olandese, prima di essere sostituito da Álvaro Morata.

## Statistiche

### Presenze e reti nei club
Statistiche aggiornate al 2 maggio 2025.
| Stagione             | Squadra              | Campionato           | Campionato | Campionato | Coppe nazionali | Coppe nazionali | Coppe nazionali | Coppe continentali | Coppe continentali | Coppe continentali | Altre coppe | Altre coppe | Altre coppe | Totale | Totale |
| Stagione             | Squadra              | Comp                 | Pres       | Reti       | Comp            | Pres            | Reti            | Comp               | Pres               | Reti               | Comp        | Pres        | Reti        | Pres   | Reti   |
| -------------------- | -------------------- | -------------------- | ---------- | ---------- | --------------- | --------------- | --------------- | ------------------ | ------------------ | ------------------ | ----------- | ----------- | ----------- | ------ | ------ |
| 2009-2010            | Málaga               | PD                   | 5          | 0          | CR              | 1               | 1               | -                  | -                  | -                  | -           | -           | -           | 6      | 1      |
| 2010-2011            | Málaga               | PD                   | 17         | 4          | CR              | 0               | 0               | -                  | -                  | -                  | -           | -           | -           | 17     | 4      |
| 2011-2012            | Málaga               | PD                   | 6          | 1          | CR              | 1               | 1               | -                  | -                  | -                  | -           | -           | -           | 7      | 2      |
| 2012-2013            | Málaga               | PD                   | 1          | 1          | CR              | 4               | 0               | UCL                | 1+1                | 0                  | -           | -           | -           | 7      | 1      |
| gen.giu-2013         | Racing Santander     | SDB                  | 19         | 0          | CR              | -               | -               | -                  | -                  | -                  | -           | -           | -           | 19     | 0      |
| 2013-2014            | Málaga               | PD                   | 22         | 4          | CR              | 2               | 1               |                    | -                  | -                  |             | -           | -           | 24     | 5      |
| 2014-2015            | Málaga               | PD                   | 34         | 8          | CR              | 4               | 0               | -                  | -                  | -                  | -           | -           | -           | 38     | 8      |
| Totale Málaga        | Totale Málaga        | Totale Málaga        | 85         | 18         |                 | 12              | 3               |                    | 2                  | 0                  |             |             |             | 99     | 21     |
| 2015-2016            | Southampton          | PL                   | 12         | 0          | FACup+CdL       | 1+2             | 0               | EL                 | 4                  | 0                  | -           | -           | -           | 20     | 0      |
| 2016-2017            | Real Sociedad        | PD                   | 35         | 11         | CR              | 6               | 4               |                    | -                  | -                  |             | -           | -           | 41     | 15     |
| 2017-2018            | Real Sociedad        | PD                   | 30         | 8          | CR              | 2               | 1               | UEL                | 6                  | 1                  | -           | -           | -           | 38     | 10     |
| 2018-2019            | Real Sociedad        | PD                   | 30         | 5          |                 | 4               | 1               |                    | 0                  | 0                  |             |             |             | 34     | 6      |
| Totale Real Sociedad | Totale Real Sociedad | Totale Real Sociedad | 95         | 24         |                 | 12              | 6               |                    | 0                  | 0                  |             |             |             | 113    | 31     |
| 2019-2020            | Betis                | PD                   | 8          | 1          | CR              | 0               | 0               |                    |                    |                    |             |             |             | 8      | 1      |
| 2020-2021            | Betis                | PD                   | 16         | 2          | CR              | 4               | 2               |                    |                    |                    |             |             |             | 20     | 4      |
| 2021-2022            | Betis                | PD                   | 33         | 16         | CR              | 6               | 2               | UEL                | 7                  | 2                  |             |             |             | 46     | 20     |
| 2022-2023            | Betis                | PD                   | 22         | 4          | CR              | 1               | 0               | UEL                | 3                  | 0                  | SS          | 1           | 0           | 27     | 4      |
| Totale Real Betis    | Totale Real Betis    | Totale Real Betis    | 79         | 19         |                 | 11              | 4               |                    | 10                 | 2                  |             | 1           | 0           | 101    | 25     |
| 2023-gen. 2024       | Al-Riyadh            | SPL                  | 16         | 1          | KCC             | 1               | 0               | -                  | -                  | -                  | -           | -           | -           | 17     | 1      |
| gen.-giu. 2024       | Cadice               | PD                   | 16         | 3          | CR              | 0               | 0               | -                  | -                  | -                  | -           | -           | -           | 16     | 3      |
| 2024-gen. 2025       | Betis                | PD                   | 11         | 0          | CR              | 2               | 1               | UECL               | 6                  | 1                  | -           | -           | -           | 19     | 2      |
| Totale Real Betis    | Totale Real Betis    | Totale Real Betis    | 90         | 19         |                 | 13              | 5               |                    | 16                 | 3                  |             | 1           | 0           | 120    | 27     |
| gen.-giu. 2025       | Getafe               | PD                   | 12         | 0          | CR              | 1               | 0               | -                  | -                  | -                  | -           | -           | -           | 13     | 0      |
| Totale carriera      | Totale carriera      | Totale carriera      | 334        | 69         |                 | 40              | 14              |                    | 28                 | 6                  |             | 1           | 0           | 402    | 89     |

### Presenze e reti in nazionale
| Cronologia completa delle presenze e delle reti in nazionale ― Spagna | Cronologia completa delle presenze e delle reti in nazionale ― Spagna | Cronologia completa delle presenze e delle reti in nazionale ― Spagna | Cronologia completa delle presenze e delle reti in nazionale ― Spagna | Cronologia completa delle presenze e delle reti in nazionale ― Spagna | Cronologia completa delle presenze e delle reti in nazionale ― Spagna | Cronologia completa delle presenze e delle reti in nazionale ― Spagna | Cronologia completa delle presenze e delle reti in nazionale ― Spagna |
| Data                                                                  | Città                                                                 | In casa                                                               | Risultato                                                             | Ospiti                                                                | Competizione                                                          | Reti                                                                  | Note                                                                  |
| --------------------------------------------------------------------- | --------------------------------------------------------------------- | --------------------------------------------------------------------- | --------------------------------------------------------------------- | --------------------------------------------------------------------- | --------------------------------------------------------------------- | --------------------------------------------------------------------- | --------------------------------------------------------------------- |
| 31-3-2015                                                             | Amsterdam                                                             | Paesi Bassi                                                           | 2 – 0                                                                 | Spagna                                                                | Amichevole                                                            | -                                                                     | 62’                                                                   |
| Totale                                                                |                                                                       | Presenze                                                              | 1                                                                     |                                                                       | Reti                                                                  | 0                                                                     |                                                                       |

## Palmarès

### Club

#### Competizioni nazionali
- Coppa di Spagna: 1

Betis: 2021-2022

### Nazionale
- Campionato d'Europa Under-19: 1

2011